# Con Vá
Con Vá là một bộ phim truyền hình Việt Nam được sản xuất vào năm 2000, và được đạo diễn bởi nghệ sĩ ưu tú Văn Lượng, được biên kịch bởi nghệ sĩ Đoàn Lê. Bộ phim này được sản xuất bởi Xưởng phim truyền hình Hải Phòng.

## Nội dung
Bộ phim xoay quanh câu chuyện tình trắc trở của một anh chàng câm với cô sơn nữ xinh đẹp. Không gian và thời gian câu chuyện đẩy về hơn một thế kỷ trước. Anh chàng câm đó tên là Nhẫn. Anh có một con chó rất thông minh, hiền lành, đặt tên là Vá. Anh câm, cô sơn nữ và con chó Vá sống rất hạnh phúc. Không may, anh chàng câm bị ốm nặng, và đã qua đời, nên không lấy được người yêu. Cô sơn nữ bị gả bán về tay một ông Tàu già hiếm muộn. Ông Tàu già ấy tên là ông Pẩu. Đứa con sinh ra cùng thời điểm với con chó Vá có nguồn gốc từ vụ việc con chó Vá bị bọn cường hào bắn chết. Nhưng thật may, trước đó nó đã sinh ra một con chó khác, là con của nó. Còn đứa con sinh ra được đặt tên là A Lềnh. Đứa bé này vẫn chưa biết nói, nó cũng bị câm như anh chàng Nhẫn. A Lềnh và con của con chó Vá cũng sống chung, chơi với nhau rất vui. Rồi vài ngày sau thì ông Pẩu cũng qua đời. Bà nội (vợ ông Pẩu) bế A Lềnh đi thăm mộ, còn cô sơn nữ (mẹ A Lềnh) mang đồ lễ đi theo. Bà nội và A Lềnh khấn vái trước mộ ông Pẩu, sau đó cất đồ lễ vào rổ. A Lềnh định đụng vào đĩa xôi, thì bà nội gạt tay nó ra, bảo: "Cậu về nhà ăn xôi cho nóng nhé!". A Lềnh bỏ đi, bị con chó kéo đi theo. Lềnh kêu lên: "U (mẹ ơi)! Bà ơi! U ơi! Bà...". Mẹ A Lềnh bế cậu lên, hỏi: "Con ơi, con làm sao không con?". Bà nội bảo "Cháu ơi!". Bà nội và mẹ A Lềnh bảo Lềnh hãy gọi mẹ, và gọi bà. Thế là, A Lềnh đã nói được. Mẹ A Lềnh mừng quá, bế nó lên và reo lên: "Con tôi nói được rồi!...".

## Diễn viên
- Lan Anh - (trong vai) Thím của A Lềnh
- Quang Huy - Anh chàng câm tên Nhẫn
- Nhà văn Kim Lân - Ông Pẩu
- Tố Quỳnh - Bà vợ của ông Pẩu (Bà Pẩu)
- Bùi Viên - Ông Đô
- Phương Mai - Bà vợ của ông Đô
- Đồng Thi - Ông Phiếm
- Minh Thúy - Vợ ông Phiếm
- Bé Đức Long - A Lềnh
- Hoàng Long - A Cao
- Tuyết Nga - Bà mối
- Xuân Cương - Ông Đức

## Đón nhận
Bộ phim này đươc tặng giải thưởng Bông sen bạc Liên hoan phim toàn quốc.

## Âm nhạc
Ca khúc trong bộ phim này là "Nỗi đau ngàn đời", do ca sĩ Thu Phương thể hiện.